# Lukas Parger
Lukas Parger (* 6. November 2001 in Hall in Tirol) ist ein österreichischer Fußballspieler.

## Karriere

### Verein
Parger begann seine Karriere beim SV Tulfes. Im September 2011 wechselte er in die Jugend des FC Wacker Innsbruck. Zur Saison 2014/15 kehrte er nach Tulfes zurück. Zur Saison 2016/17 wechselte er zum First Vienna FC. Nach einer Spielzeit in Wien kam er zur Saison 2017/18 in die Jugend des SKN St. Pölten. Im Oktober 2018 wechselte er nach Kroatien in die Akademie von Lokomotiva Zagreb. Zur Saison 2019/20 wechselte er innerhalb Kroatiens Hauptstadt zu Dinamo Zagreb.
Zur Saison 2020/21 rückte Parger in den Kader von Dinamos Amateuren. Für diese kam er bis zur Winterpause zu elf Einsätzen in der 2. HNL. Im Februar 2021 kehrte er nach Österreich zurück und schloss sich dem Zweitligisten Kapfenberger SV an, bei dem er einen bis Dezember 2021 laufenden Vertrag erhielt. Sein Debüt in der 2. Liga gab er im März 2021, als er am 18. Spieltag der Saison 2020/21 gegen den FC Blau-Weiß Linz in der 85. Minute für Winfred Amoah eingewechselt wurde. Bis Saisonende absolvierte er acht Zweitligapartien für die Steirer. Nach der Saison 2020/21 verließ er den Verein und wechselte zum Bundesligisten SCR Altach, bei dem er einen bis Juni 2023 laufenden Vertrag erhielt. In seiner ersten Saison in Altach kam er allerdings nur einmal für die Profis in der Bundesliga zum Zug, primär spielte er für die Amateure in der Vorarlbergliga.
Zur Saison 2022/23 wurde er an den Zweitligisten FC Dornbirn 1913 verliehen. Für Dornbirn kam er zu 19 Zweitligaeinsätzen. Zur Saison 2023/24 kehrte er dann nicht mehr nach Altach zurück, sondern wechselte fest zum Zweitligisten Schwarz-Weiß Bregenz. Für Bregenz machte er 19 Zweitligaspiele. Nach der Saison 2023/24 verließ er Bregenz.
Zur Saison 2024/25 wechselte Parger dann zum viertklassigen SV Dinamo Helfort. Für Helfort kam er aber zu keinem Ligaeinsatz. Im Jänner 2025 schloss er sich dem Zweitligisten ASK Voitsberg an.

### Nationalmannschaft
Parger debütierte im September 2018 gegen Rumänien für die österreichische U-18-Auswahl, für die er bis Mai 2019 dreimal spielte. Im Oktober 2019 spielte er gegen Wales erstmals im U-19-Team.